# Hummel International
La Hummel International (Hummel) è una multinazionale di abbigliamento danese.

## Storia
L'azienda è stata avviata nel 1923 dalla famiglia Messmer ad Amburgo, in Germania a scopo di produrre abbigliamento e calzature per sport come: calcio, pallamano, pallacanestro, rugby e pallavolo.
Hummel attualmente produce kit per alcune squadre di calcio, tra cui Real Betis, Celta Vigo, Werder Brema, LR Vicenza , ed è stata tra il 1979 e il 2004, e nuovamente dal 2016 dopo 12 anni di Adidas, fornitore tecnico della nazionale danese.
In Australia, alcune squadre della National Rugby League, e, in Scozia, club di shinty come lo Skye Camanachd sono sponsorizzati da Hummel. È anche fornitore di kit per la nazionale di cricket del Sudafrica.
Il suo logo è un bombo e in tutti i suoi prodotti di abbigliamento sono presenti delle frecce stilizzate come segno distintivo.